# Wiktor Wróblewski
Wiktor Wróblewski (ros. Виктор Иванович Врублевский, ur. 18 maja 1930 we wsi Narejki w rejonie kojdanowskim w obwodzie mińskim, zm. 31 grudnia 2011 w Żydowskim Obwodzie Autonomicznym) – operator pieca obrotowego cementowni Ministerstwa Przemysłu Materiałów Budowlanych ZSRR, przodownik pracy, Bohater Pracy Socjalistycznej (1966).

## Życiorys
Urodził się w polskiej rodzinie. Od 1935 mieszkał z rodzicami na Dalekim Wschodzie, jego ojciec podjął pracę w rejonie mazanowskim w obwodzie amurskim. Skończył szkołę średnią, pracował jako pastuch, później jako operator pogłębiarki przy wydobyciu złota. Od 1950 do 1953 odbywał służbę a Armii Radzieckiej, później został maszynistą lokomotywy kopalnianej. Od 1956 mieszkał w Żydowskim Obwodzie Autonomicznym, gdzie podjął pracę w elektrowni i potem cementowni Ministerstwa Przemysłu Materiałów Budowlanych ZSRR w Tiepłooziorsku. Został operatorem pieca obrotowego, stając się liderem w produkcji, a podczas przedłużonego siódmego planu pięcioletniego z lat 1959-1965 kierował brygadą pracowników cementowni, która przekroczyła plan produkcyjny. W 1966 przyjęto go do KPZR. Od 1971 do 1980 był członkiem Komitetu Obwodowego KPZR Żydowskiego Obwodu Autonomicznego.

## Odznaczenia
- Medal Sierp i Młot Bohatera Pracy Socjalistycznej (28 lipca 1966)
- Order Lenina (28 lipca 1966)
- Order Rewolucji Październikowej (19 grudnia 1975)

I medale.